# Межерічка (річка)
Межерічка — річка в Україні, в Радомишльському районі Житомирської області. Ліва притока Тетерева (басейн Дніпра).

## Опис
Довжина 18 км, похил річки — 2,8 м/км. Площа басейну 58,9 км².

## Розташування
Бере початок у Котівці. Тече переважно на північний схід через Заболоть і на північно-східній околиці Межирічки впадає у річку Тетерів, праву притоку Дніпра. 
Населені пункти вздовж берегової смуги: Краснобірка. 
Річку перетинає автомобільна дорога Т 0608.